# Karol Butryn
 (novembre 2020).
Karol Butryn est un joueur polonais de volley-ball né le 18 juin 1993 à Puławy (Voïvodie de Lublin). Il joue attaquant. 

## Palmarès

### Clubs
Championnat de Pologne D2:
- 2016